# Pallacanestro Cantù 1955-1956
Questa voce raccoglie le informazioni riguardanti la Pallacanestro Cantù nelle competizioni ufficiali della stagione 1955-1956.

## Stagione
La stagione 1955-1956 della Pallacanestro Cantù, sponsorizzata Mobili Cantù, è la 2ª nel secondo livello del campionato italiano di pallacanestro, chiamato per la prima volta Serie A.
Con l'avvio della nuova stagione la Pallacanestro Cantù voleva tornare fortemente nella massima serie del campionato di pallacanestro, così la dirigenza, dopo essere riuscita a trattenere Lino Cappelletti, ingaggiò Giancarlo Asteo e Sergio Marelli, mentre Borislav Ćurčić fu utilizzabile solo nella seconda parte del campionato per problemi con il suo tesseramento.
Da subito si vide che il livello dei canturini era troppo alto e senza problemi riuscì subito a raggiungere la promozione in Elette ed inoltre ebbero la possibilità di vincere lo scudetto di Serie A nella finalissima contro il Vela Viareggio. Questo traguardo venne solo sfiorato perché i canturini uscirono sconfitti 53-39 in gara-3 sul neutro di Genova, a causa anche delle assenze di Bernardis e Marelli.

## Roster
- Giancarlo Asteo
- Gualtiero Bernardis
- Lino Cappelletti
- Gino Cermesoni
- Borislav Ćurčić
- Sergio Marelli
- Isidor Maršan
- Giuseppe Pozzi
- Benito Ronchetti
- Lorenzo Rogato
- Barilli
- Perego
- Sala
- Salice

Allenatore:  Isidor Maršan

## Mercato
| Acquisti | Acquisti        | Acquisti     | Acquisti   |
| R.       | Nome            | da           | Modalità   |
| -------- | --------------- | ------------ | ---------- |
|          | Giancarlo Asteo |              | definitivo |
|          | Gino Cermesoni  | Pall. Pavia  | definitivo |
|          | Borislav Ćurčić | Stella Rossa | definitivo |
|          | Sergio Marelli  | Pall. Varese | definitivo |

| Cessioni | Cessioni | Cessioni | Cessioni |
| R.       | Nome     | a        | Modalità |
| -------- | -------- | -------- | -------- |